# 그리스와 덴마크의 왕자빈 타티아나
그리스와 덴마크의 왕자빈 타티아나(스페인어: Tatiana Ellinka Blatnik, 1980년 8월 27일~)은 베네수엘라의 홍보 담당자, 행사 기획자, 그리고 작가이다. 그녀는 1973년 군주제가 폐지될 때까지 그리스의 왕으로 통치했던 콘스탄티노스 2세의 아들인 니콜라오스 왕자의 첫 번째 부인이자 전 비재권 그리스 왕실과 덴마크 왕실의 일원이다. 그녀는 디아네 폰 퓌르스텐베르크의 홍보 담당자이자 행사 기획자로 일했고, 2016년에 요리책 그리스의 맛을 출판했다.